# Высший народный комитет Ливии
Всеобщий народный комитет (араб. اللجنة الشعبية العامة‎; al-lajna ash-sha’bēya al-'āmma) — высший орган исполнительной власти Ливии, аналог совета министров. Избирается парламентом — Всеобщим народным конгрессом на неопределённый срок. Глава органа — Секретарь Высшего народного комитета — также избирается парламентом.

## Кабинет министров на январь 2011[1]
| №  | Фамилия, имя                     | должность                                         |
| -- | -------------------------------- | ------------------------------------------------- |
| 1  | Багдади Махмуди                  | Премьер-министр                                   |
| 2  | Абдул Хафиз Махмуд аль-Зулайтини | Заместитель премьер-министра                      |
| 3  | Абу Бакр Юнис Джабер             | Министр обороны                                   |
| 4  | Мустафа Мифтаха Белид аль-Дерси  | Министр спорта и молодёжи                         |
| 5  | Эхдуиш Эхдуиш                    | Министр здравоохранения                           |
| 6  | Мусса Кусса                      | Министр иностранных дел                           |
| 7  | Тахир аль-Джухайми               | Министр планирования                              |
| 8  | Али Абдель Азиз аль-Исави        | министр экономики                                 |
| 9  | Нури аль-жу                      | Министр культуры                                  |
| 10 | Мустафа Мухаммад Абд-аль-Джалиль | Министр юстиции                                   |
| 11 | Мухаммад аль-Хуваи               | Министр финансов                                  |
| 12 | Салех Раджиб аль-Мисмари         | Министр общественной безопасности                 |
| 13 | Багдади Махмуди                  | Министр образования                               |
| 14 | Абу Бакр аль-Мансури             | Министр сельского хозяйства                       |
| 15 | Али Юсуф Зикри                   | Министр промышленности                            |
| 16 | Ибрагим аль-Шариф                | Министр социальных дел                            |
| 17 | Мухаммад аль-Мабрук              | Министр связи и транспорта                        |
| 18 | Умран Ибрагим Абу-Кра            | Министр электроэнергии и газа                     |
| 19 | Махмуд Джабриль                  | Председатель Национального совета по планированию |
| 20 | Абдул Фатах Юнис                 | Министр внутренних дел                            |